# Pierre Karsmakers
Pierre Karsmakers   (Waalre, 11 d'agost de 1946), conegut familiarment com a Pepe, és un antic pilot de motocròs neerlandès que tingué renom internacional durant les dècades del 1960 i 1970. Després de competir unes temporades amb èxit al Campionat del Món de motocròs i d'haver-ne guanyat tres campionats dels Països Baixos, sempre en 500cc, acceptà una oferta de Yamaha per a competir als EUA i s'establí amb la seva família a Califòrnia. Des d'allà, fou un dels principals impulsors del motocròs i un dels pioners del Supercross al país, en una època en què la primera modalitat començava a arrelar-hi i la segona, s'hi acabava d'inventar. D'altra banda, fou també l'introductor del BMX als Països Baixos, després d'haver-lo descobert als EUA.
Un cop retirat de la competició, Karsmakers participà en onze edicions del Ral·li Dakar (set en moto, tres en cotxe i una en camió).

## Biografia

### La família Karsmakers
Nascut a Waalre, a 2 km d'Eindhoven i a 50 del famós circuit de Sint Anthonis, Pierre Karsmakers cresqué en una família de vuit germans (sis nois i dues noies). Cinc dels nois -Toon, Paul, Frans, Pierre i Martin- es dedicaren al motocròs i hi assoliren nivell internacional. D'entre tots ells, qui més èxit tingué en competició fou Pierre, seguit pel més jove, Toon, que fou també tres vegades Campió dels Països Baixos de 500 cc i, uns anys més tard, va guanyar el campionat del món de motocròs per a veterans en la categoria de pilots entre 50 i 60 anys. L'únic germà que no va córrer mai va ser en Theo.
L'oncle dels Karsmakers, Frans Baudoin, fou un pioner del motocròs als Països Baixos i en guanyà dos campionats nacionals a la seva època. Va fer d'entrenador de Pierre quan aquest era a Europa i, quan el seu nebot es traslladà als EUA, s'hi estigué amb ell durant un temps per a seguir-lo entrenant.

### Primers èxits a Europa

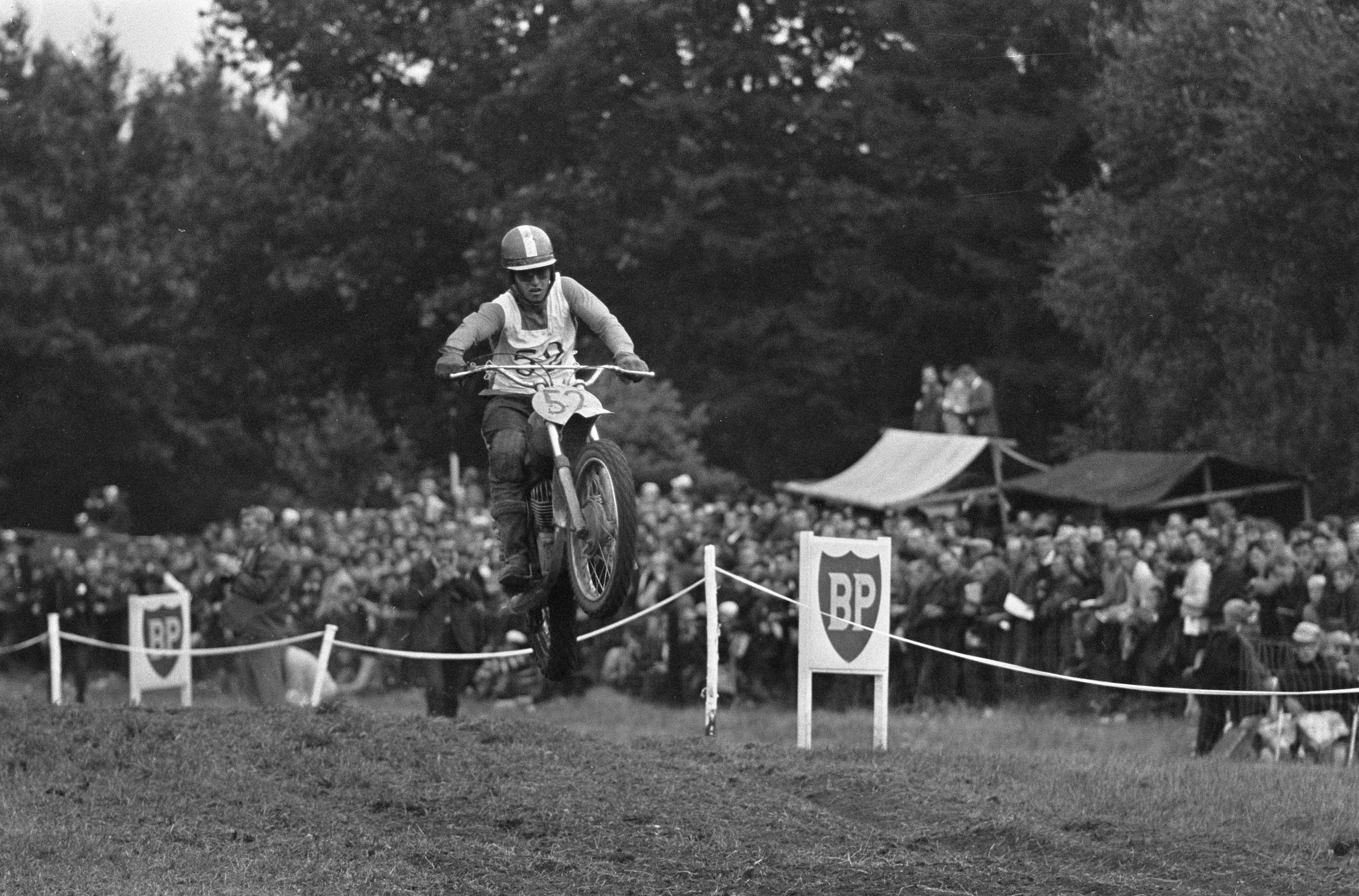
Amb la CZ al Motocross des Nations de 1967, a Markelo

Pierre Karsmakers debutà en motocròs el 1964 amb una Greeves 24 MDS al campionat NMB (una competició amateur). Aquell mateix any passà al campionat dels Països Baixos oficial, el de la KNMV, on en només dos anys pujà de la categoria Júnior a la internacional. Durant aquella època va disputar també nombroses curses a Bèlgica.
El 1967, ja amb una ČZ, va guanyar el seu primer campionat dels Països Baixos de 500cc. Després de perdre's la major part de la temporada següent, 1968, a causa d'una operació de genoll, el 1969 revalidà el títol amb la CZ. El 1971, havent canviat a Husqvarna, fou tercer al campionat i participà per primer cop a la Trans-AMA, on acabà novè a la general. El 1972 aconseguí el seu tercer títol nacional i, a més, guanyà 13 de les 40 curses internacionals que va córrer, entre elles el prestigiós Motocross der Azen.
La tardor del 1972, Karsmakers es traslladà als EUA per a participar un altre cop a la Trans-AMA, on acabà vuitè a un punt del setè, Bengt Åberg. Aprofitant la seva estada al país, Yamaha Motor Corp. USA li oferí un contracte per a competir als EUA. L'holandès acceptà i, a començaments de 1973, deixà Europa i se n'anà a viure a Mission Viejo, Califòrnia, amb la seva dona Denise i els dos fills, Jarno i Natasha.
En una entrevista publicada al primer número de la revista Motocross Action (aparegut el juliol de 1973), Karsmakers declarà:
| «                   | Yamaha volia tenir algú, un pilot europeu, per a entrenar pilots nord-americans, ensenyar-los com s'entrenen els europeus, com preparen les motos i com es preparen per a les curses, i probablement sabien que jo sempre entreno dur. Sabien que jo hi tenia experiència. | » |
| — Pierre Karsmakers | |   |

### L'etapa americana
El seu primer any als EUA, 1973, Karsmakers guanyà el campionat AMA de motocròs 500cc (Open) amb la Yamaha, després de guanyar set de les onze mànegues disputades; guanyà també les AMA Florida Winter Series, amb quatre victòries de sis curses disputades, i fou subcampió a la Inter-AMA (250cc), amb dues victòries. En total, aconseguí 17 victòries a les 36 curses que disputà.
El 1974, Karsmakers guanyà tres proves del campionat AMA de motocròs 250cc i en fou el primer classificat a final de la temporada, però el títol de campió no li fou concedit perquè aquell any, la nova normativa de l'AMA impedia que els estrangers puntuessin al campionat. Malgrat tot, sí que va obtenir el títol de campió AMA de Supercross 250cc. Fou el primer campió de la història d'aquest campionat, que s'instaurà aquell mateix any. Amb la Yamaha MX 360, el 1974 fou també campió de l'anomenat Winter - AMA Motocross Florida Championship, amb 4 victòries de 6 curses. A la tardor, Karsmakers va signar un contracte amb Honda per a les dues temporades següents.
El 1975, a banda de col·laborar en el desenvolupament de les Honda de motocròs, Karsmakers va participar en diversos Grans Premis del mundial de 500cc. Hi pilotava la famosa Honda RC 500 "Red Devil", amb la qual guanyà el Gran Premi del Canadà (disputat a Copetown) i aconseguí així la primera victòria d'un pilot amb llicència nord-americana en aquesta prova (i també la primera victòria d'Honda en aquest campionat). Aquell any, acabà desè a la general del mundial de 500cc, tercer al Campionat AMA en categoria 500cc o Open (la normativa de l'AMA tornà canviar i va permetre un altre cop que els estrangers poguessin puntuar-hi) i novè al de Supercross.
El 1976, l'equip dels Països Baixos format per ell, Peter Herlings, Frans Sigmans i Gerard Rond aconseguí el segon lloc al Motocross des Nations, celebrat a Sint Anthonis (durant la seva carrera, Karsmakers participà en diverses edicions d'aquesta prova, enquadrat a l'equip neerlandès). Aquell any, fou novè al mundial de 500cc amb Honda i als EUA, quedà quart al campionat Open i subcampió al de Supercross 250cc. El 1977, però, una sèrie de lesions l'apartaren dels millors llocs als campionats AMA. El 1978, Karsmakers tornà a Yamaha, marca amb la qual va acabar la seva carrera esportiva als EUA. En aquesta ocasió, els japonesos el contractaren per tal que els ajudés en el desenvolupament de les seves noves motocicletes amb suspensió monoshock. Aquesta tasca li impedí de seguir participant en el Campionat del món.

### Retirada i títol mundial
El desembre de 1979, a 34 anys, Pierre Karsmakers es retirà de les competicions i se'n tornà a Europa. Tot i així, un any després tornà momentàniament als EUA per a participar en l'anomenat campionat del Món de motocròs quatre temps, on va guanyar i obtenir el títol mundial amb una Yamaha 680cc de quatre temps.
Un cop tornat a Europa, va obrir-hi un negoci d'importació de components i accessoris nord-americans per a motos de fora d'asfalt i un concessionari Honda. Actualment, ja jubilat, viu a Bèlgica i encara corre algun raid o enduro per Europa.

## BMX
El 1974, durant una estada a Kansas City amb el seu cunyat Jos Wissink i un altre pilot neerlandès, Henny Beekmans, tots tres descobriren les bicicletes de BMX (modalitat que s'havia començat a desenvolupar als EUA cap al 1968), i se'ls acudí d'importar aquest nou esport als Països Baixos i a tot Europa. Més tard, Karsmakers i Wissink visitaren fabricants i presenciaren alguna competició d'aquest esport. Karsmakers es prengué seriosament el seu projecte i el 1976, començà a importar bicicletes, peces, equipament i tota mena de material relacionat amb el BMX als Països Baixos. Fou el primer al seu país a dedicar-s'hi i el negoci va tenir molt d'èxit.

## El Ral·li Dakar
Ja retirat del motocròs, Pierre Karsmakers començà una altra etapa dins el motociclisme el 1987 quan, amb el seu germà Toon, participà per primera vegada al Ral·li Dakar. El seu debut fou reeixit i aconseguí acabar la prova en desena posició dins l'apartat de les motos amb l'Honda. El 1988, tornà a la prova amb un equip format per ell, Eric Verhoef i Harry Everts, tots tres amb Honda, però el resultat fou un fracàs: Verhoef i Everts es lesionaren el turmell i Karsmakers, la pelvis. El 1989, en comptes de competir va conduir-hi un petit camió Unimog d'assistència per a l'equip Drum Store.
Afeccionat als raids, el 1991 no competí al Dakar però sí que ho feu al Ral·li dels Faraons d'Egipte, fent equip amb el seu amic de Califòrnia Kent Combs. El 1994, disputà el Ral·li Dakar en la categoria d'automòbils amb un Mitsubishi. Ell n'era el pilot i Combs, el copilot. El 2000 tornà a les motos i competí al Dakar amb el seu fill Jirky Karsmakers, conduint sengles motos KTM. Tots dos acabaren la prova: Pierre, a 53 anys, fou el tretzè i el seu fill, el vint-i-cinquè. El 2004 tornà a canviar als cotxes, aquest cop com a copilot d'Ab Olde-Scheper, però un accident els feu abandonar. El 2005, amb el mateix conductor, tornaren a haver d'abandonar en patir un accident que deixà el seu Mitsubishi Pajero inservible.
El 2006 s'organitzà una mena de Dakar alternatiu, el "Heroes Legend Paris - Dakar", i Karsmakers hi acabà novè amb una antiga Yamaha XT 500. Repetí l'experiència el 2007, aquest cop amb una BMW HP, però abandonà per avaria. El 2008 tornà a aquesta prova amb una BMW G650X, però abandonà en trencar-se el peu per diversos llocs. El 2009, a 62 anys, Karsmakers tornà al Ral·li Dakar oficial, que discorria entre l'Argentina i Xile, amb una BMW, però hagué d'abandonar per avaria.

## Distincions
Atès que Karsmakers va guanyar el primer campionat AMA de Supercross al Daytona International Speedway, el 1975 fou introduït al Daytona Speedway Hall of Fame. El 2014, fou introduït al Motorcycle Hall of Fame de l'AMA.

## Palmarès en motocròs
| Any  | Motocicleta | Campionat del Món | Campionat del Món | Campionat AMA | Campionat AMA | Campionat AMA |
| Any  | Motocicleta | 500cc             | 250cc             | MX 500cc      | MX 250cc      | SX 250cc      |
| ---- | ----------- | ----------------- | ----------------- | ------------- | ------------- | ------------- |
| 1967 | ČZ          | 20è               | -                 | -             | -             | -             |
| 1968 | ČZ          | 19è               | -                 | -             | -             | -             |
| 1969 | ČZ          | -                 | 22è               | -             | -             | -             |
| 1970 | Husqvarna   | 34è               | -                 | -             | -             | -             |
| 1971 | Husqvarna   | -                 | -                 | -             | -             | -             |
| 1972 | Husqvarna   | 18è               | -                 | -             | -             | -             |
| 1973 | Yamaha      | 27è               | -                 | 1r            | 7è            | -             |
| 1974 | Yamaha      | 14è               | -                 | -             | -             | 1r            |
| 1975 | Honda       | 10è               | -                 | 3r            | -             | 9è            |
| 1976 | Honda       | 9è                | -                 | 4t            | -             | 2n            |
| 1977 | Yamaha      | 12è               | -                 | 16è           | -             | 28è           |
| 1978 | Yamaha      | -                 | -                 | -             | 4t            | 45è           |
| 1979 | Yamaha      | -                 | 31è               | -             | -             | -             |

1. ↑  Guanyà el campionat de 250cc però no n'obtingué el títol per canvis en la normativa que impedien puntuar els no nord-americans.

Altres

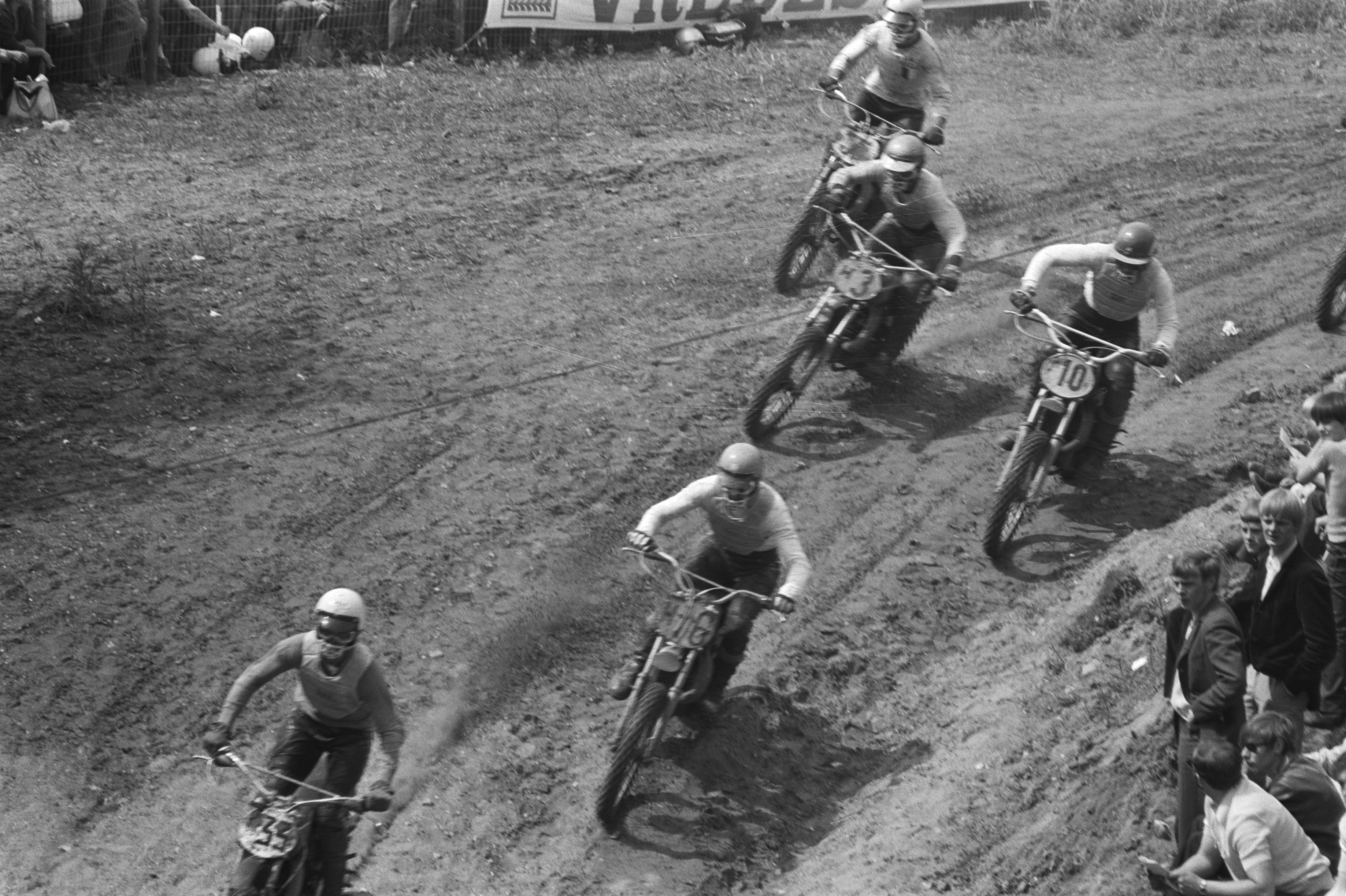
Karsmakers (33) encapçalant una cursa a Grebbeberg el 1971

A banda dels resultats detallats a dalt, Karsmakers va guanyar també els següents campionats:
- 3 Campionats dels Països Baixos de 500cc (1967, 1969, 1972)
- 1 AMA Florida Winter Series (1973)
- 1 Winter - AMA Motocross Florida Championship (1974)
- 1 Campionat del Món de motocròs quatre temps (1980)